# ТЕС Гама
29°8′28″ пн. ш. 78°57′48″ сх. д. / 29.14111° пн. ш. 78.96333° сх. д.
ТЕС Гама – теплова електростанція у індійському штаті Уттаракханд.
В 2016 році на майданчику станції став до ладу блок комбінованого парогазового циклу потужністю225 МВт. Встановлені у ньому дві газові турбіни потужністю по 75 МВт живлять через відповідну кількість котлів-утилізаторів одну парову турбіну з показником 75 МВт.
Станція використовує природний газ, який надходить по газопроводу Каранпур – Рудрапур.
Через нестачу в країні ресурсу блакитного палива електростанція могла знаходитись у тривалих простоях. Так, в квітні 2022 – січня 2023 її виробництво дорівнювало нулю.